# Банковская система Азербайджана
Банковская система Азербайджана — двухступенчатая банковская система Республики Азербайджан, регулируемая законом «О банках». Первая ступень: Национальный Банк Азербайджанской Республики; вторая ступень – коммерческие банки и иные кредитные учреждения.

## История развития банковской системы

### Период АДР
На 1920 год в Азербайджане действовали в качестве филиалов отделения Российского государственного банка, Волжско-Камского коммерческого банка, Соединённого банка, Русско-Азиатского банка, Русского для внешней торговли банка, Петроградского международного коммерческого банка, Учётно-ссудного банка Персии, Азовско-донского коммерческого банка, Русского торгово-промышленного банка, Бакинские отделения Кавказского и Тифлисского банков.
В качестве самостоятельных финансовых учреждений действовали Бакинский купеческий банк, Бакинское городское кредитное общество, Первое, Второе Бакинские общества взаимного кредита.

### Период Азербайджанской ССР
Декретом №143 от 21 августа 1920 года действующие банки, филиалы банков, кредитные учреждения были ликвидированы. Их активы и собственный капитал переданы Народному Комиссариату финансов.
Вклады и текущие счета в банках физических и юридических лиц свыше 50 000 рублей, остатки по корреспондентским счетам были списаны в доход Азербайджанской ССР.
Были возвращены только вклады малоимущих вкладчиков, к которым отнесли лиц с вкладами не свыше 50 000 рублей.
Причём, числящиеся долги перед банками в сумме свыше 5 000 рублей были взысканы.
Находящиеся в банках ценности, в том числе золото, серебро, медные монеты, николаевские, керенские и думские денежные знаки были национализированы и сданы в Центральную приходно-расходную кассу Азербайджанской ССР.
Архивы банков были переданы в Народный Комиссариат финансов. Работники банков были переведены в Народный Комиссариат финансов и уездные финансовые отделы Комиссариата финансов.
Производство допускаемых в Азербайджанской ССР банковских операций возлагалось на уездные финансовые отделы Народного Комиссариата финансов, которые являлись филиалами Комиссариата в городах и районах страны.
22 сентября 1920 года были ликвидированы ссудо-сберегательные кассы рабочих и служащих. Были выданы вклады до 10 000 рублей. Суммы на вкладах сверх 10 000 рублей зачислены в государственный бюджет.
Покупка, продажа иностранной валюты была отнесена к исключительной компетенции Народного Комиссариата финансов. Валютные сделки с нерезидентами заключались только с согласия Комиссариата финансов.
Вся поступающая по сделкам валюта сдавалась в Комиссариат финансов.
После ликвидации банков и сберегательных касс сбережения вкладчиков - физических лиц принимались на текущие счета Народного Комиссариата Финансов.
21 октября 1921 года был создан Азербайджанский Государственный Банк.

### Современный период
В 2000 году были проведены реформы с целью реструктуризации, а также оздоровления государственных банков. Количество приватизированных банков резко возросло.
В 2001 году была открыта Бакинская фондовая биржа как место торговли краткосрочными казначейскими облигациями и обыкновенными акциями приватизированных государственных предприятий. Биржа имеет торговый зал из 30 рабочих мест, позволяющий проводить торги по ценным бумагам любого вида, также имеет собственный депозитарий. Учредителями Бакинской биржи стали 16 крупнейших банков Азербайджана, две финансовые компании и Стамбульская фондовая биржа.
В 2002 году начался процесс реструктуризации банковской системы. С целью усовершенствования банковской деятельности были внедрены интернет-банкинг, мобильный банкинг, автоматизированные банковские пункты, которые обеспечивают доступ к финансовым услугам дистанционно.
В начале 2000-х годов был принят закон «О валютном регулировании», согласно которому ограничения, касающиеся вывоза валюты, были смягчены.
9 февраля 2007 года создан Азербайджанский фонд страхования вкладов.
В 2015 году на территории страны были установлены POS-терминалы.
В марте 2014 года агентство Fitch оценило ситуацию в банковском секторе Азербайджана как «в целом стабильную».
В 2016 — 2017 годах были ликвидированы 11 банков.
В марте 2016 года вступил в силу закон «О полном страховании вкладов», согласно которому все вклады населения в банках подлежали страхованию на три года.
На 31 марта 2018 года в банковском секторе республики  были заняты 16 389 чел.
Азербайджан является акционером ECOBANK.

## Организация банковской системы

### Центральный банк
Центральный банк Азербайджанской Республики:
- определяет и осуществляет государственную денежно-кредитную и валютную политику
- организует обращение наличного денежного оборота
- определяет на постоянной основе курс азербайджанского маната к иностранным валютам
- осуществляет валютное регулирование и контроль
- формирует золото-валютный резерв страны, и управляет им
- составляет платёжный баланс страны

Центральным банком Азербайджана руководит Правление банка, состоящее из семи членов. Члены Правления назначаются сроком на 5 лет. Центральный банк подотчётен только Президенту Азербайджанской Республики.
Деятельность Центрального банка регулируется Законом «О Центральном банке Азербайджанской Республики».

### Банковский сектор
Кроме банков отдельные виды банковской деятельности вправе осуществлять филиалы ООО «Азерпочта». На март 2025 года 29 филиалов «Азерпочта» имеют лицензию на осуществление банковской деятельности.
2022
На 1 января 2022 года в Азербайджане действовало 26 коммерческих банков. Из них 2 государственных, 24 частных. 12 банков с иностранным участием, 2 филиала иностранных банков. На всей территории Республики действовало 479 филиалов банков, 97 отделений, 2 907 банкоматов.
2023
На 1 января 2023 года в Азербайджане действовало 25 банков. Количество филиалов банков составило 487. Количество отделений — 91. Количество банкоматов — 2 997.
Общий размер активов банков на 1 января 2023 года составил 47 млн 054,9 тыс. манат. Общий размер обязательств — 41 млн 432,8 тыс. манат.
Количество кредитов на предпринимательскую деятельность составило 55,4 % портфеля коммерческих банков. Количество просроченных кредитов составило 2,9%.
В структуре депозитов 66 % занимали депозиты юридических лиц, 34 % — депозиты физических лиц.
39,2 % депозитов физических лиц составили доллары США.

#### 2024
На сентябрь 2024 года действуют 22 банка, включающих 482 филиала, 88 отделений и 3 140 банкоматов. Число занятых в банковском секторе составило 24 696 человек.

#### Ликвидированные банки
В течение 2016 — 2017 годов были отозваны лицензии «Yunayted Kredit Bank», «Bank of Azerbaijan», «Gencebank», «Texnikabank», «Parabank», «Zaminbank», «Kredobank», «Dekabank», «Atrabank», Кавказского банка развития и «Bank Standard». Ни у одного из данных банков к моменту отзыва лицензии сумма активов не покрывала размер обязательств перед кредиторами.
Клиентам данных банков выплачено 747,943 млн манат.
23 декабря 2017 года отозвана лицензия «DəmirBank», действовавшего с 6 октября 1989 года по причине падения размера совокупного капитала ниже нормативов и коэффициента адекватности совокупного капитала ниже установленных нормами 3%, а также неспособности банка выполнять обязательства перед кредиторами. До 16 октября 2009 года банк действовал под названием «Azərdəmiryolbank».
28 апреля 2020 года  были отозваны лицензии AtaBank и Amrahbank по причине ухудшения их финансового положения. Проверки, проведенные Центральным банком, показали полную потерю капиталов обеих банков. ЦБА предложил дополнительную капитализацию, однако, банки отказались.
На июль 2022 года в стадии ликвидации находился 21 банк.
17 мая 2023 года «Гюнай банк» объявлен банкротом. С 19 июня 2023 года назначена выплата компенсаций вкладчикам.
24 июля 2024 года ликвидирован «НахичеваньБанк». Банк был преобразован в небанковскую кредитную организацию «E-Kredit».

### Небанковские кредитные организации
Регулирование деятельности небанковских кредитных организаций осуществляется законами «О банках», «О кредитных организациях, не являющихся банками», «О кредитных союзах».
В области микрофинансирования действует Ассоциация микрофинансирования Азербайджана.

## Регулирование
Устанавливаются пруденциальные нормы и лимиты. Центральный банк издаёт обязательные подзаконные акты, регулирующие деятельность банков и небанковских финансовых организаций.
В системе межбанковских расчетов в режиме реального времени введён стандарт ISO 20022. Вводится в действие стандарт ISO 27000.
С мая 2023 года Центральный банк ввёл индексы, отражающие средневзвешенную процентную ставку по операциям в национальной валюте на необеспеченном межбанковском рынке (Azerbaijan Interbank rate).
С 1 февраля 2016 года по 1 февраля 2023 года процентные доходы по вкладам физических лиц были освобождены от подоходного налога. С 1 февраля 2023 года данный доход облагался у источника выплаты по ставке 10 %.
С 1 января 2024 года ежемесячный процентный доход до 200 манатов физических лиц по вкладам в национальной валюте освобождается от подоходного налога. Кроме того, процентный доход по депозитам физических лиц в национальной валюте на срок 18 месяцев и более при выплате суммы депозита не ранее, чем через 18 месяцев, также освобождается от налогообложения независимо от суммы дохода.

## Показатели банков
В 2010 году количество активов банков составило 13 290,81 млн. манат. На 2010 год 60,7% активов банковской системы были сосредоточены в 5 крупных банках.
Согласно статистическим данным Палаты по надзору за финансовыми рынками Азербайджана, чистая прибыль банков в 2017 году составила более 479,7 млн. манатов.
На 31 марта 2018 года количество банковских активов составило 27 907,4 млн. манатов.
2021
Общее количество активов на 30 сентября 2021 года составило 34 млн. 526,5 тыс. манат, обязательств — 29 млн. 655,2 тыс. манат, собственный капитал — 4 млн. 871,3 тыс. манат.
Кредитный портфель составил 15 млн. 538,7 тыс. манат. 79,8 % в структуре обязательств банков составили депозиты. Количество вкладов населения (за исключением физических лиц, занимающихся предпринимательской деятельностью) составило 8 млрд. 663,6 тыс. манат. Количество просроченных кредитов составило 5,5%. Внешние обязательства банков второго уровня составляли 1 млрд. 117,6 млн. манат.
На конец 2021 года коэффициент просроченных кредитов составил 6,1 %.
2022
На 31 января 2022 года количество кредитов в иностранной валюте составило 25,7 % от общего числа выданных кредитов, что является историческим минимумом с 2001 года.
На конец 2022 года коэффициент просроченных кредитов составил 2,9 %. Долларизация по вкладам и депозитам составила 48 %.

## Кредитование
На февраль 2025 года кредитный портфель по кредитованию реального сектора экономики Азербайджана составил 29,3 млрд манат. Из них 4 млрд манат составили кредиты в сектор торговли и услуг.

## Депозиты
В 2008 году вклады населения составили 1 млрд. 468 млн манатов, депозиты – 2 млрд. манатов[уточнить].
| Год  | в манатах | в иностранной валюте | Итого |
| ---- | --------- | -------------------- | ----- |
| 2012 | 2 964     | 2 149                | 5 113 |
| 2013 | 3 888     | 2 507                | 6 395 |
| 2014 | 4 422     | 2 766                | 7 188 |
| 2015 | 1 420     | 8 053                | 9 473 |
| 2016 | 1 517     | 5 931                | 7 748 |

В 2024 году началось привлечение вкладов из Восточно-Зангезурского района. На 1 декабря 2024 года привлечено 392 000 манат. Всего из регионов на 1 декабря 2024 года привлечено 14,2 млрд манат.

## Платежи и переводы
Первая банковская карта в Азербайджане была выпущена в 1997 году. Услуги по обработке пластиковых карт в Азербайджане предоставляются компаниями AzeriCard, MilliKart и KapitalBank.
В 2019 году внедрена токенизация, что позволило совершать платежи через мобильные устройства. В 2021 году внедрена технология Apple Pay, в 2022 году — Google Pay. Действует B2B Connect.
Процессинговый центр «Azericard» обслуживает банкоматы, POS-терминалы и мобильные приложения 13 из 23 банков Азербайджана.
Внедрена оплата через мобильное приложение на смартфоне при помощи «Tap To Phone» при наличии технологии NFC. На май 2022 года к данной технологии подключено 11 банков.
В 2023 году внедрена технология «Masterpass», позволяющая осуществлять денежный переводы на номер мобильного телефона.
Начато введение системы быстрых платежей. В августе 2024 года внедрена возможность пополнения счёта через банкомат путём ввода «AniPay ID» (номер мобильного телефона, FİN-код, адрес электронной почты). Для осуществления платежей необходимо зарегистрировать банковский счёт в системе быстрых платежей, через интернет-банкинг или мобильный банкинг, привязать счёт к идентификаторам (номер мобильного телефона, FİN-код, адрес электронной почты), создав «AniPay ID».
На сентябрь 2024 года действуют 13 организаций по осуществлению платежей и переводов.
На октябрь 2024 года в стране выпущено 18 млн 923 000 платёжных карт, находящихся в обращении. Это включает в себя платёжные карты, выпущенные банками и ООО «Азерпочта».
В рамках регулирования оборота криптовалюты Центральным банком с ноября 2024 года внедряется тестовое использование в течение шести месяцев со специальным режимом регулирования продуктов «Переводы на криптовалютный биржевой кошелек», «Криптоброкер», «Crypto Platform», «Криптовалюта PortCoin».

### Платёжные организации и организации электронных денег
Деятельность платёжных организаций и организаций электронных денег подлежит обязательному лицензированию.
На октябрь 2024 года в Азербайджане действуют следующие платёжные организации и организации электронных денег:
| №  | Наименование                             | Дата выдачи лицензии |
| -- | ---------------------------------------- | -------------------- |
| 1  | ООО «A-Solutions Elektron Pul Təşkilatı» | 16 мая 2024          |
| 2  | ООО «United Payment»                     | 16 мая 2024          |
| 3  | ООО «Modenis»                            | 5 июня 2024          |
| 4  | ООО «PashaPay»                           | 27 июня 2024         |
| 5  | ООО «Mobile Payment Solutions»           | 8 июля 2024          |
| 6  | ЗАО «Mpay»                               | 11 июля 2024         |
| 7  | ООО «Paysis»                             | 11 июля 2024         |
| 8  | ООО «PulPal»                             | 24 июля 2024         |
| 9  | ОАО «Qoldenpey»                          | 17 июля 2024         |
| 10 | ООО «K Group»                            | 12 сентября 2024     |
| 11 | ООО «Azərikard»                          | 12 сентября 2024     |
| 12 | ЗАО «Payriff»                            | 31 июля 2024         |
| 13 | ООО «Greentek Group»                     | 18 сентября 2024     |
| 14 | ООО «Cüzdan»                             | 25 сентября 2024     |

### Статистика

#### 2021
На октябрь 2021 года в стране функционировало 2 870 банкоматов, из них 1 521 в Баку, 1 349 — в регионах.
Количество безналичных платежей посредством платёжных карт за 9 месяцев 2021 года составило 7 млрд. 218 тыс. манат, что составило 27,8% всех платежей.
Около 30% платежей совершается посредством POS-терминалов. На октябрь 2021 года функционирует 61 061 POS терминал, из них 40 057 в Баку, 21 004 в регионах.

#### 2022
На декабрь 2022 года число банковских карт превысило 12 млн. единиц. Свыше 70 % из них являются бесконтактными.
В 2022 году 60,5 % транзакций было совершено при помощи Visa.

#### 2023
С 1 января по 1 декабря 2023 года осуществлено 27,7 млн операций с использованием карт MasterCard, эмитированных банками и платёжными организациями Азербайджана, на сумму 2,7 млрд манат.
Также с 1 января по 1 декабря 2023 года осуществлено 508 000 операций с использованием карт American Express на сумму 15,2 млн манат.

#### 2024
Количество кредитных карт на 1 октября 2024 года составило 2 млн 273 тыс.
С 1 января по 1 декабря 2024 года осуществлено 62,6 млн операций с использованием карт MasterCard, эмитированных банками и платёжными организациями Азербайджана, на сумму 4,5 млрд манат.
Также с 1 января по 1 декабря 2024 года осуществлено 679 000 операций с использованием карт American Express на сумму 20,9 млн манат.

### Переводы

#### 2024
В 2024 году физическими лицами из Азербайджана в зарубежные страны переведено 526,759 млн долл. США, из зарубежных стран в Азербайджан — 1,082 миллиарда долларов США.

## Валютное регулирование
В 2023 году на валютных аукционах Центрального банка Азербайджана приобретено 3 млрд 836 млн долл. США.

## Система гарантирования вкладов
29 декабря 2006 года принят закон «О страховании вкладов», согласно которому вклады физических лиц в банках подлежат обязательному страхованию. Создан Азербайджанский фонд страхования вкладов.
Подлежат страхованию вклады:
- физических лиц на сумму до 100 000 манат
- деньги на текущем счёте физических лиц - индивидуальных предпринимателей (для счетов, открытых для ведения предпринимательской деятельности) на сумму не свыше 20 000 манат

Не страхуются денежные средства физических лиц, переданные в доверительное управление банку.
Застрахованным вкладчикам по договорам, заключенным до 2 марта 2016 года, выплачивается компенсация в размере 100% от суммы вклада, не превышающего 30 тысяч манат. Вклады по договорам, заключенным после 2 марта 2016 года, гарантируются в полном объеме.
С 16 сентября 2016 года верхняя планка процентной ставки по обеспеченным страхованием вкладам в национальной валюте повышена с 12% до 15%. По иностранной валюте верхняя планка составляет 3%.

## Банковский омбудсмен
В феврале 2017 года учреждена должность банковского омбудсмена. Банковский омбудсмен рассматривает споры между банками и физическими лицами по договорам суммой до 10 000 долларов США.
Банковский омбудсмен уполномочен рассматривать жалобы по кредитам, депозитам, денежным переводам, кредитным картам.
Деятельность омбудсмена распространяется на 22 банка и 1 небанковскую кредитную организацию.

## Цифровизация
26 июля 2024 года Министерством цифрового развития и транспорта Азербайджана представлено приложение для видеозвонков «SIMA Zəng». Приложение будет использоваться банками Азербайджана для дистанционного оказания банковских услуг клиентам. В приложении внедрены идентификация личности, двухфакторная аутентификация.

## Статистика

### Количество банков в 2005 — 2013 годы
| Показатели                                                                               | 2005 | 2006 | 2007 | 2008 | 2009 | 2010 | 2011 | 2012 | 2013 |
| Количество финансовых организаций, имеющих лицензию на осуществление банковских операций | 114  | 129  | 138  | 142  | 140  | 142  | 146  | 169  | 176  |
| Количество банков                                                                        | 44   | 44   | 44   | 46   | 46   | 46   | 45   | 44   | 43   |
| в том числе: государственных                                                             | 2    | 2    | 2    | 2    | 1    | 1    | 1    | 1    | 1    |
| частных                                                                                  | 42   | 42   | 42   | 44   | 45   | 45   | 44   | 43   | 42   |
| Количество банков с иностранным капиталом                                                | 15   | 18   | 20   | 21   | 23   | 23   | 22   | 23   | 22   |
| в том числе с уставным капиталом от 50% до 100%                                          | 5    | 5    | 5    | 6    | 7    | 7    | 7    | 7    | 6    |

### Показатели банковского сектора в 2006 — 2013 годах
| Показатели    | 2006   | 2007   | 2008   | 2009    | 2010    | 2011    | 2012     | 2013     | Рост за 2006-2013 г.г. |
| Кредиты       | 1268,9 | 2128,6 | 4393,9 | 6816,9  | 7963,6  | 8574,3  | 9118,4   | 10681,3  | 8,4 раза               |
| Активы        | 2252,0 | 3778,0 | 6725,7 | 10273,5 | 11665,2 | 13290,8 | 14205,01 | 17643,45 | 7,8 раз                |
| Обязательства | 1863,7 | 3174,7 | 5627,6 | 8568,8  | 9660,2  | 11121,7 | 11748,17 | 15088,13 | 8,1 раза               |
| Депозиты      | 1380,9 | 2233,1 | 3437,9 | 4055,8  | 4293,4  | 5165,3  | 6606,1   | 7710,9   | 5,6 раз                |
| Капитал       | 388,9  | 603,3  | 1098,1 | 1704,7  | 2005,0  | 2169,1  | 2456,8   | 2555,3   | 6,6 раз                |